# 元曉路洞
元曉路洞（：／ Wonhyoro dong */?）是位於韓國首爾龙山区的一个行政洞，位于龙山区西部。

## 概况
元曉路洞毗鄰韓國，以前的名称是元町，1946年10月之后以新罗时期僧人元曉的名字为这片区域重新命名。

## 下辖法定洞

### 元曉路第1洞
- 元曉路1街
- 元曉路2街
- 文培洞
- 新契洞

### 元曉路第2洞
- 元曉路3街
- 元曉路4街
- 山泉洞
- 新仓洞
- 清岩洞

## 建筑
- 元晓初等学校
- 首爾南汀初等學校
- 聖心女子中學
- 聖心女子高等學校

## 交通
- 元曉大橋
- 龍山站
- 元曉路